# Korpusi NOVJ
Korpusi Narodnoosvobodilne vojske Jugoslavije so bili vojaške formacije v sestavi NOVJ med drugo svetovno vojno. Ustanovljenih je bilo 17 »normalnih« korpusov in en specialni korpus - KNOJ.

## Zgodovina
Prva dva korpusa sta bila ustanovljena novembra 1942, leta 1943 so jih ustanovili 8 in 1944 še 7.

## Organizacija
V sestavi korpusa so bile 2-3 divizije (včasih več) ter partizanski odredi na korpusnem operacijskem območju. Poleg tega je imel še zaščitno enoto, inženirsko četo ali bataljon, enoto za telekomunikacije ter 1-2 artilerijska diviziona. Od februarja 1944 je bilo poveljstvo korpusa sestavljeno iz komandanta, političnega komisarja, namestnika komandanta in načelnika štaba.
Korpus je istočasno izvajal še korpusno vojno oblast s poveljstvi mest in/ali pokrajin.

## Seznam
- 1. proletarski korpus NOVJ
- 1. hrvaški korpus NOVJ
- 2. korpus NOVJ
- 3. korpus NOVJ
- 4. korpus NOVJ
- 5. korpus NOVJ
- 6. korpus NOVJ
- 7. korpus NOVJ
- 8. korpus NOVJ
- 9. korpus NOVJ
- 10. korpus NOVJ
- 11. korpus NOVJ
- 12. korpus NOVJ
- 13. korpus NOVJ
- 14. korpus NOVJ
- 15. korpus NOVJ
- 16. korpus NOVJ
- Bregalniško-strumiški korpus NOVJ
- Korpus narodne obrambe Jugoslavije